# Deutsches Meisterschaftsrudern 1897
Das 16. Deutsche Meisterschaftsrudern wurde 1897 in Bremen ausgetragen. Wie in den Jahren zuvor wurde nur im Einer der Männer ein Meister ermittelt. Wilhelm Klebahn vom Bremer RV von 1882 konnte seinen Sieg vom Vorjahr wiederholen.

## Medaillengewinner
| Bootsklasse | Gold                                 | Silber                          | Bronze                       |
| ----------- | ------------------------------------ | ------------------------------- | ---------------------------- |
| Einer       | Wilhelm Klebahn (Bremer RV von 1882) | Friedrich Trendel (Berliner RC) | Max Sommerfeld (Danziger RV) |